# 煤酚皂

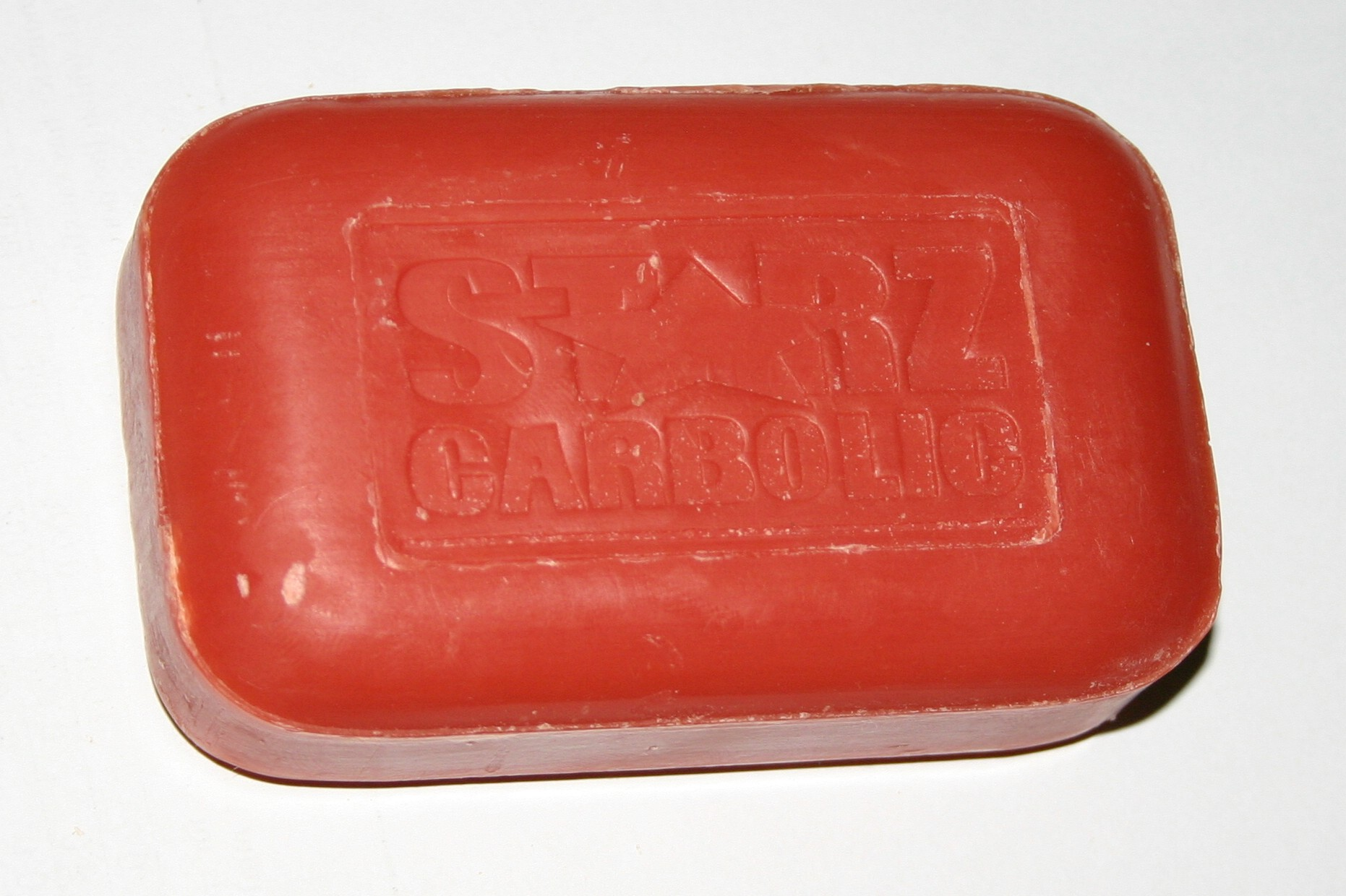
一块药皂

煤酚皂是一种含有苯酚或甲酚的，稍有消毒作用的肥皂（药皂）。这两种酚类物质一般从煤炭或石油中提取。
1834年，弗里德利布·费迪南德·龙格在煤焦油发现了石炭酸，即苯酚。1865年8月，约瑟夫·李斯特博士将一块粘过苯酚溶液的棉布裹在了一位十一岁男孩的伤口上。这位病人的腿受车轮碾压造成复合骨折，在格拉斯哥皇家医院收治。四天后换药时，李斯特发现伤口未受感染；六周后，李斯特惊喜地发现男孩的骨折已经合上，且无化脓的危险。1894年，威廉·利弗在市场上推出了第一款大量生产的煤酚皂，Lifebuoy。
煤酚皂最显著的特点就是其深粉色到红色的颜色，由其中的苯酚造成。苯酚可见于各种工业和日用化工品，对皮肤有时有刺激性。经常使用煤酚皂的人群可能会发现皮肤因此红肿。是为煤酚皂现已在医院内被更加温和的皮肤消毒清洁剂替代的原因之一。
通过杀灭细菌，煤酚皂还可以稍微提供一些除去体臭的作用。国际红十字与红新月运动等救灾机构至今仍会给灾民提供煤酚皂。
煤酚皂对于1920到1970年代的欧美人士来说，记忆深刻。直到1980年代末，大不列顛島的不少国立学校还使用煤酚皂。直到1960年代英国学校禁止体罚前，说脏话的学生会被要求用用药皂洗嘴巴。
煤酚皂仍然广泛用于加勒比地区。在牙买加和巴拿马的大部分药店和超市里都能找到煤酚皂。“甲酚皂溶液”是中国药典规定的通用名药物，其对应的固态煤酚“药皂”在SARS爆发期间广泛使用。